# ТКБ-506
ТКБ-506 (ТКБ-506А) — радянська трилінійна короткоствольна безшумна зброя у вигляді цигарниці. Вона була розроблена російським конструктором Ігором Стєчкіним у 1954 році нібито за наказом КДБ. Модель використовувалася працівниками ПГУ КДБ СРСР.

## Опис
Розміри ТКБ-506 — 11 х 9,2 х 2 см. Без патронів зброя мала вагу 0,44 кг, а загальна її місткість — три патрони.
ТКБ-506А мала ідентичні характеристики та приблизно таку ж вагу, як і вищеописана модель — близько 0,47 кг, але була меншою (висота — 7,4 см).